# East Grand Bahama
East Grand Bahama est l'un des 32 districts des Bahamas. Il est situé sur l'île de Grand Bahama et porte le numéro 11 sur la carte.

## Sources
- Statoids.com